# Église Saint-Médard de Blénod-lès-Toul
Pour les articles homonymes, voir Église Saint-Médard.
L’église Saint-Médard de Blénod-lès-Toul est une église de culte catholique dédiée à saint Médard. Elle est située dans le département de Meurthe-et-Moselle, en région Grand Est.

## Historique

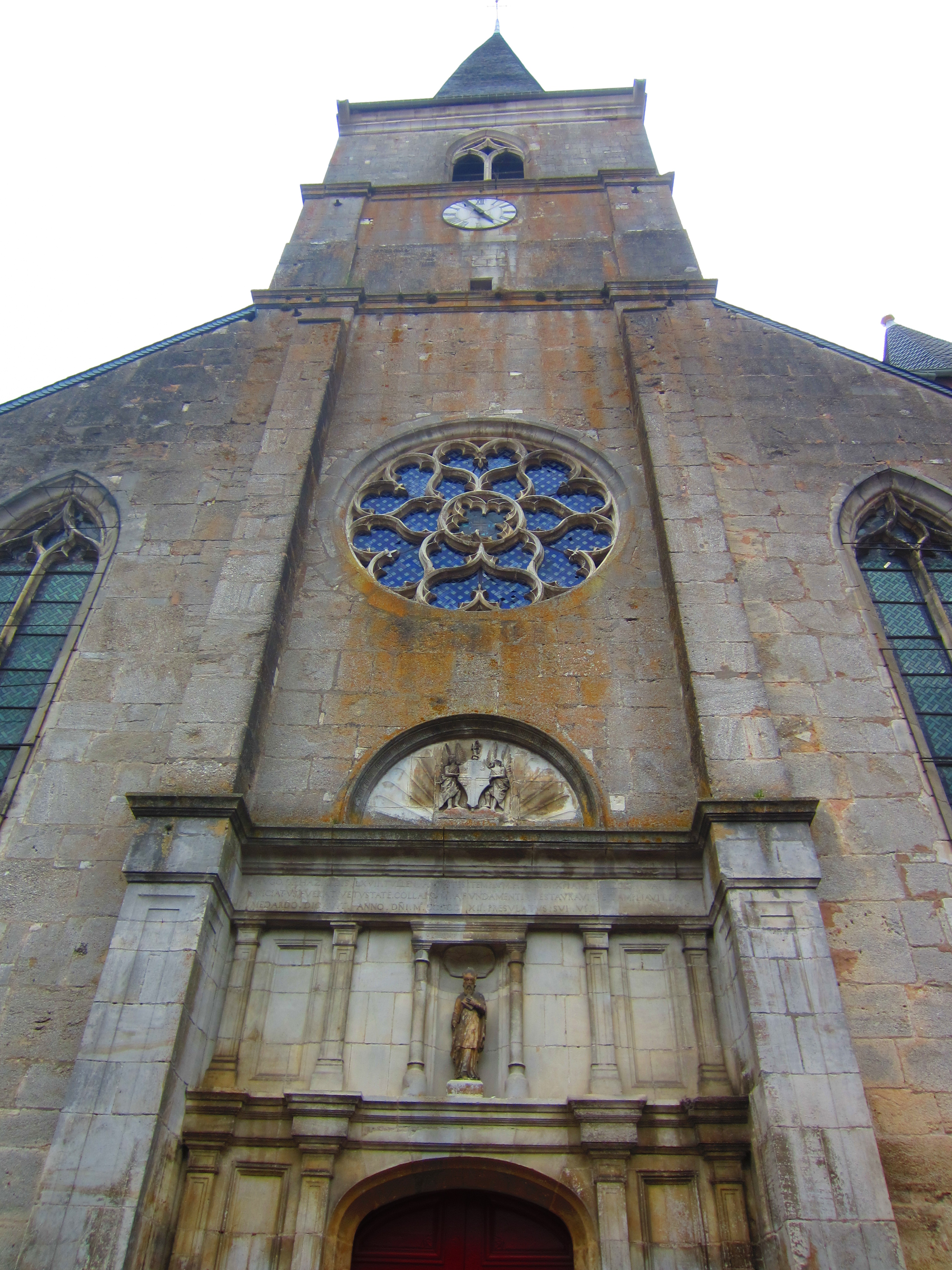
Église Saint-Médard.

L'église a été bâtie par Hugues des Hazards dans l'enceinte du château de sa ville natale de Blénod-lès-Toul. Hugues des Hazards a fait ses études à Toul, Metz, Dijon, le droit à Sienne pendant sept ans vers 1475 et Rome où il exerce une charge d'avocat. Il a été prévôt de l'église Saint-Georges de Nancy, président de la chambre des comptes de Lorraine, doyen du chapitre de la cathédrale de Metz. Le duc de Lorraine René II le recommande au chapitre de la cathédrale de Toul. Il devient le 74e évêque de Toul le 13 mai 1506.
Par son séjour en Italie il connaît l'art de la Renaissance italienne. Il a protégé les humanistes et permis la propagation des nouvelles formes de l'art. Il a décidé de bâtir une nouvelle église à Blénod-lès-Toul appartenant au temporel de l'évêque de Toul en 1506. L'édifice est terminé en 1512 comme l'indique l'inscription placée sur le portail d'entrée :
HUGO DES HAZARDIS LXVII TULLEN ANTISTES TEMPLUM HOC UBI XTIANAE RELIGIONI VAGIENS INITIATUS FUERAT VETUSTATE COLLAPSUM A FUNDAMENTIS RESTAURAVIT ET AMPLIAVIT DIVOQUE MADARDO DICAVIT ANNO DOMINI MCCCCCXII, PRAESULATUS SUI VI.
L'église est restaurée en 1734 par Nicolas Pierson, architecte et religieux prémontré de l'abbaye de Sainte-Marie de Pont-à-Mousson.
L'église a subi de graves dommages à la suite d'un ouragan en 1806. La toiture est restaurée en 1860. Une tornade éventre la partie droite du transept en 1914, détruisant deux verrières et la tour. La restauration a été faite après la Première Guerre mondiale.

## Protection
L'église a été classée monument historique par la liste de 1862.

## Architecture
L'église Saint-Médard comprend une nef avec des collatéraux presque au même niveau. C'est une église-halle de quatre travées avec un transept légèrement saillant de trois travées avec un simple chœur à abside pentagonal. Le clocher est placé au-dessus de la première travée.
- Longueur de l'église : 42 m,
- Largeur de la nef : 17,65 m
- Longueur du transept : 24 m,
- Élévation de la nef : 17 m,
- Largeur de la nef entre axes des piliers : 8,75 m,
- Largeur des collatéraux : 4,45 m.

Pierre Sesmat s'interroge sur le maître d'œuvre concepteur de l'église. Il remarque qu'au moment de la construction de l'église Jean Pèlerin, dit Le Viator, est chanoine de la cathédrale de Toul et qu'il participe à sa construction en tant que maître d'œuvre.
Trois des clefs de voûte sont ornées des armoiries de l'évêque.
Le voûtement de l'église est fait d'ogives simples complété d'une nervure supplémentaire réunissant les clefs de voûte des bas-côtés à celles de la nef. L'abside est voûtée en étoile. L'église est éclairée dans les collatéraux par des fenêtres à deux lancettes avec un réseau flamboyant et une rosace sur la façade occidentale et quatre baies dans le transept. Une seule toiture recouvre la nef et les bas-côtés. Les faces latérales sont tenues par de puissants contreforts.
Le portail occidental est de style Renaissance.

## Tombeau d'Hugues des Hazards
Le tombeau de Hugues des Hazards est conservé dans l'église, 74e évêque de Toul, né à Blénod et fondateur de l'église (XVIe siècle).
L'évêque est mort en 1517. Son testament est daté du 6 juin 1517. Il a décidé d'élire sa sépulture « en l'église paroissiale de Blénod, au côté dextre, du côté du grand autel, en la sépulture qu'il avait fait faire, à cause qu'il avait fait faire et construire icelle église, et que ses progéniteurs y avaient été inhumés ».
Le tombeau est rectangulaire avec une hauteur de 4 m sur 3,29 m de largeur sur trois étages à décor Renaissance, flanqué de pilastres à décor Renaissance surmontés d'un entablement. Le gisant est placé sur le niveau intermédiaire. Des pleurants sont disposés au registre inférieur dans des niches à coquille. Ils tiennent une banderole avec la devise de l'évêque : NASCI LABORARE MORI. Le registre supérieur est occupé par des statues de sept figurines représentant les arts libéraux. Ce tombeau a une statuaire de style gothique placé dans un décor Renaissance. La conception du tombeau est peut-être de Jean Pèlerin qui a conçu à la même époque le tombeau de saint Mansuy dans la crypte de la cathédrale de Toul à la demande de Hugues des Hazards.
Le tombeau a été classé au titre immeuble en 1862.

## Orgue
L'orgue et sa tribune sont installés au-dessus du portail en 1738. L'orgue se trouvant actuellement dans l'église provient de l'abbaye Saint-Léon de Toul. Cet orgue a été construit en 1731 par Jean Adam Dingler, facteur d'orgue de Nancy. Il a été installé à Blénod-lès-Toul en 1793 avant la démolition de l'abbaye.

## Vitraux
Bien que les vitraux ne soient pas datés et qu'on ignore qui les a réalisés, ils ont certainement été placés au moment de la construction de l'église, dans les années 1510. Il ne reste que la moitié du programme initial.
Dans le chœur, de part et d'autre d'une verrière représentant le sacrifice d'Abraham  (baie 0) réalisée en 1927 par la maison Gruber, sont représentés, d'un côté, Hugues des Hazards présenté par saint Étienne patron de la cathédrale (baie 1), un chanoine présenté par la Vierge et un saint céphalophore (baie 3), du côté sud, une famille, probablement ses parents plutôt que celle du duc Antoine, présentée par saint Jérôme (baie 2), Didier Falrelle accompagné de saint Jean-Baptiste et sainte Barbe (baie 4).
Les verrières du croisillon nord du transept possèdent deux verrières (baies 5 et 7) à quatre lancettes représentant l'apparition du Christ à Marie-Madeleine entre sainte Catherine et saint Nicolas (baie 5, probablement une donation de la confrérie Saint-Nicolas de Blénod) et la Nativité et Adoration des bergers avec le donateur, Claude des Hazards, frère de Hugues, chanoine de Toul et archidiacre des Vosges, présenté par saint Claude, archevêque de Besançon (baie 7).
Les vitraux anciens ont été faits en verre vénitien,.
Les verrières du croisillon sud (baies 6 et 8) sont perdues, détruites par l'ouragan du 21 février 1914.
Les verrières ont été démontées préventivement en 1939.
Les verrières ont été classées au titre d'objet en 1908,,,,,.

## Inventaire des objets mobiliers
Autel, tabernacle (maître-autel).
boiseries.
Clôture de choeur (grille de communion, style Louis XV).
Chandelier.
et lutrin 18e.
4 reliquaires.
pietà du XVe siècle,
Peintures, Tableaux :
* Le Rosaire, peinture sur toile,.
* Tableau, cadre Saint Louis-Bertrand,
* Tableau, cadre la Transfiguration,
* Tableau, cadre : Portrait de Hugues des Hazards.
Sculptures, Statues :
* Tombeau de Hugues des Hazards, évêque de Toul .
* Statue : un Ange portant la colonne de la Flagellation
* Plaque funéraire.
* bas-relief XIVe siècle,
* Statue XIIIe siècle,
* Statue Christ en croix,
* Statue : Christ en croix dit Christ des fonts baptismaux,
* Statue saint Clément,
* Statue : Saint Médard assis,
* Groupe sculpté Vierge de Pitié,
* Retable, statue Saint Nicolas.
Chaire à prêcher.
Orgue 1735 de Dingler,.